# برنالی
برنالی (به انگلیسی: Barnali) یک روستا در پاکستان است که در ناحیه گجرات واقع شده‌است.